# Gammalkyrklighet
Gammalkyrklighet är ett samlingsbegrepp för de riktningar inom Svenska kyrkan som har sina rötter i äldre luthersk-pietistisk väckelse från 1700- och 1800-talen. Gammalkyrkligheten lägger stor vikt vid luthersk tro och Svenska kyrkans bekännelseskrifter. Den karaktäriseras av ett strängt fasthållande vid kyrkans ordningar och ämbete, samt den lutherska kallelsetanken. Prästen har en viktig roll i församlingen som förkunnare, själavårdare och lärare.
Den gammalkyrkliga teologin präglas av allvar och respekt för Guds ord och för tron. Gammalkyrkligheten vänder sig mot vad man uppfattar som försök att banalisera tron och göra den ytlig. Prästen håller sig till de texter som föreläggs i kyrkoordningen och är inte fri att välja text eller tema för gudstjänsten. En gammalkyrklig predikan ska vara kraftfull och inriktas på allvarlig själavård.

## Viktiga personer
- Henric Schartau
- Peter Lorentz Sellergren